# Neurospora crassa
Neurospora crassa es una especie de hongo moho de la división Ascomycota que suele estar presente en panes. El nombre de su género, significa "espora nerviosa" en griego, ya que se refiere a las estrías características de sus esporas. La primera vez que se detectó a este hongo fue en 1843 cuando infectó a panes de una panadería francesa.
En investigación científica, Neurospora crassa se usa como organismo modelo porque es fácil de cultivar y tiene un ciclo de vida haploide que simplifica el análisis genético ya que sus genes recesivos aparecen en la descendencia. El análisis de la recombinación genética se ve facilitado por la disposición ordenada de los productos de meiosis en las ascosporas de Neurospora crassa. Se ha secuenciado todo su genoma en siete cromosomas.
Neurospora crassa fue utilizado por Edward Tatum y George Wells Beadle en sus experimentos por los que ganaron el Premio Nobel de Medicina y Fisiología de 1958. Beadle y Tatum expuesieron a Neurospora crassa a rayos X, causando mutaciones. Luego observaron fallas en las vías metabólicas causadas por errores en enzimas específicas. Esto los llevó a proponer la hipótesis de "un gen, una enzima" de que genes específicos codifican proteínas específicas. Posteriormente, Norman Horowitz elaboró su hipótesis sobre las rutas enzimáticas, trabajando también con Neurospora crassa.
En un artículo del 24 de abril de 2003 publicado por Nature, se informó que el genoma de Neurospora crassa estaba completamente secuenciado. El genoma tiene aproximadamente 43 megabases de largo e incluye aproximadamente 10,000 genes. Hay un proyecto en marcha para producir cepas que contienen mutantes en cada gen de Neurospora crassa.
En su entorno natural, Neurospora crassa vive principalmente en regiones tropicales y subtropicales. También se puede encontrar creciendo en materia vegetal muerta después de incendios.
Neurospora crassa se utiliza activamente en investigaciones celulares del mundo. Es importante en la elucidación de los eventos moleculares implicados en ritmos circadianos, epigenética y silenciamiento de los genes, la polaridad celular, la fusión celular, el desarrollo, así como muchos aspectos de la biología celular y bioquímica.